# Jordan Crawford
Jordan Lee Crawford (* 23. Oktober 1988 in Detroit, Michigan) ist ein US-amerikanischer Basketballspieler.

## Karriere

### College
Nach einer Knöchelverletzung in seinem Abschlussjahr an der High School absolvierte Crawford ein Hochschul-Vorbereitungsjahr an der Hargrave Military Academy in Chatham (Virginia), bevor er 2007 ein Studium an der Indiana University begann. Hier spielte er für die Hochschulmannschaft Hoosiers in der Big Ten Conference der NCAA. In seiner Freshman-Saison spielte er in 30 Spielen mit, in welchen er durchschnittlich 9,7 Punkte bei 3,4 Rebounds und 2,3 Assists pro Spiel erzielen konnte. Crawford erreichte 15 Mal eine zweistellige Punktzahl. Indiana konnte 13 dieser 15 Spiele für sich entscheiden. Das Team beendete die Saison mit 25 gewonnenen aus 33 Spielen und die Indiana University konnte ins NCAA Division I Basketball Championship einziehen, wo sein Team die zweite Runde erreichen konnte, in welcher es allerdings mit 49:54 dem späteren Meister der UCLA unterlag.
2008 wechselte er zur Xavier University of Cincinnati. In der Saison nach dem Wechsel bestritt er jedoch kein Spiel wegen einer Sperre der NCAA. Trotzdem konnte er mit seinem Team trainieren. Im darauffolgenden Sommer wurde bekannt, dass ein Spieler während eines Trainingsspiels der Collegespieler während eines Camps gegen LeBron James ein Dunking gemacht hätte. Die Videos, die von Zuschauern während des Spiels gemacht wurden, wurden allerdings von Nike konfisziert. Wenige Zeit später wurde bekannt, dass Crawford über James gedunkt hatte. Daraufhin wurden ihm Spitznamen wie The Kid Who Dunked on LeBron gegeben. Crawford sagte, dass er in Xavier endlich eine Heimat gefunden habe.
Die nächste Saison avancierte er zum wichtigsten Spieler seiner Mannschaft, konnte 20,5 Punkte, 4,7 Rebounds und 2,9 Assists pro Spiel erzielen. Wieder konnte er mit seinem Team ins NCAA Men’s Division I Basketball Championship einziehen. Xavier konnte die ersten beiden Runden jeweils gegen die University of Minnesota in der ersten Runde und gegen die University of Pittsburgh, gegen welche sie letzte Saison noch ausgeschieden waren, für sich entscheiden. In der dritten Runde musste sich Crawfords Team allerdings der Kansas State University geschlagen geben. In diesem Jahr wurde Crawford unter anderem zum A-10 Player of the Year ernannt und ins All-American First Team berufen.

### Professionelle Karriere
Crawford wurde anschließend im NBA-Draft 2010 mit dem 27. Pick von den New Jersey Nets aufgenommen, welche ihn allerdings relativ kurz danach schon zu den Atlanta Hawks tradeten. Am 23. Februar 2011 wurde er dann gemeinsam mit Maurice Evans und einem späteren First-Round-Pick im NBA-Draft für Kirk Hinrich und Hilton Armstrong nach Washington, D.C. zu den Wizards geschickt. Am 1. April gelang ihm das erste Triple-Double seiner Karriere. Er erzielte 21 Punkte, 11 Assists und 10 Rebounds. Kurz vor Transferschluss wechselte er im Februar 2013 im Tausch für Leandro Barbosa und Jason Collins zu den Boston Celtics. Für die Celtics lief Crawford bis Januar 2014 auf. Mitte Januar transferierten die Celtics ihn zusammen mit Marshon Brooks zu den Golden State Warriors.
Nach Saisonende wechselte Crawford für die folgende Saison in die Chinese Basketball Association zu den Flying Tigers aus Xinjiang, welche er bereits nach nur fünf gespielten Spielen wieder verließ. Im folgenden Jahr heuerte er bei den Fort Wayne Mad Ants, einer Mannschaft aus der NBA D-League, an. Nachdem er anschließend zunächst für die Dallas Mavericks in der NBA Summer League und für die Chicago Bulls in der Pre-Season spielte, kehrte nach China zurück und spielte fortan für Tianjin Ronggang. Nach nur einem Jahr kehrte er zurück in die D-League, wo er für Grand Rapids Drive spielte.
Im März 2017 unterschrieb er einen 10-Tage-Vertrag bei den New Orleans Pelicans in der NBA. Nachdem er in der Folgesaison zunächst fünf Spiele für die Pelicans bestritten hatte, wurde sein Vertrag nach der Verpflichtung Jameer Nelsons aufgelöst. Gegen Ende der Saison wurde er jedoch erneut verpflichtet. Eine Verpflichtung Crawfords durch den deutschen Bundesligisten Alba Berlin im November 2018 scheiterte, da er den Medizincheck des Vereins nicht bestand.